# 处理器 (计算)

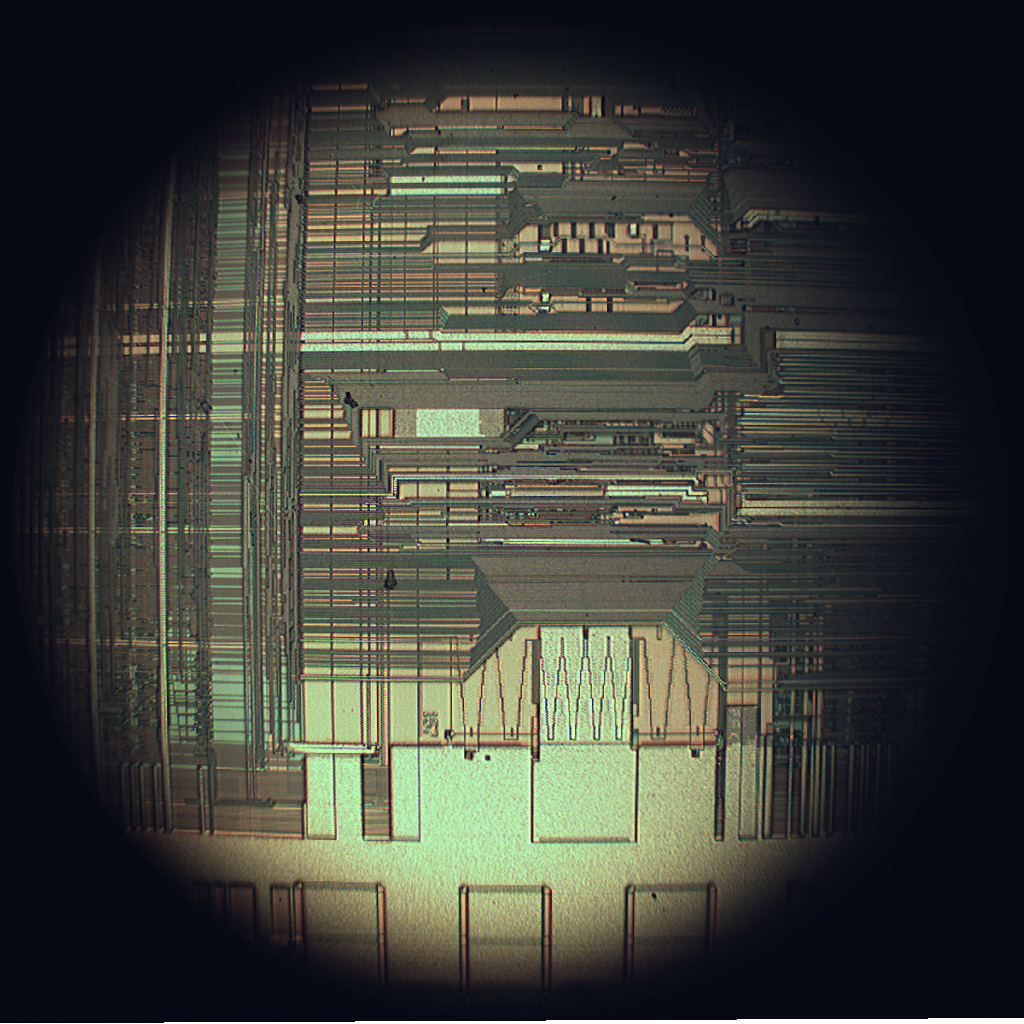
放大200倍的微处理器电路

在计算机科学中， 处理器或处理单元是对某些外部的数据（通常是来自内存或某些其他数据流）执行操作的电子电路。它通常有微处理器的形式，并被制成一个单一的上金属-氧化物-半导体（MOS）集成电路（IC）芯片。
处理器这一术语经常用于表示系统中的中央处理单元（CPU）。但是，该术语也可以指代其他协处理器。

## 例子
- 中央处理器（CPU）
  - 如果这个处理器符合冯·诺伊曼结构，那它应至少分别包含一个控制单元（CU），一个算术逻辑单元（ALU）和一个寄存器。
- 图形处理单元（GPU）
- 声音芯片（英语：Sound Chip）和声卡
- 视觉处理单元（VPU）
- 张量处理单元（TPU）
- 神经处理单元（NPU）
- 物理处理单元（PPU）
- 数字信号处理器（DSP）
- 图像信号处理器（英语：Image processor）（ISP）
- 单元微处理器中的协同处理元件或单元（SPE或SPU）
- 现场可编程门阵列（FPGA）